# شیروواری
شیروواری (به ژاپنی: 城割) یا هاجو (به ژاپنی: 破城) به ویران کردنِ قلعه از دوره سنگوکو تا دوره ادو در ژاپن گفته می‌شود. ویران کردن قلعه‌ها در مناطق مختلف ژاپن در دوره جنگ‌های داخلی انجام می‌شد. در رژیم اودا و رژیم تویوتومی قلعه‌های زیادی ویران شدند.
دلایل مختلفی برای ویران کردن قلعه‌ها وجود داشت:
- به عنوان یکی از شرط‌های صلح مانند ویران کردن قلعه پس از نبردهای کاواناکاجیما
- راهبرد زمین سوخته
- به منظور تمرکز حکمرانی

## دوره ادو
فرمان یک ملک اربابی یک قلعه فرمانی بود که در (۷ اوت ۱۶۱۵) توسط شوگون‌سالاری توکوگاوا در اوایل دوره ادو صادر شد.
این فرمان توسط توکوگاوا هیده‌تادا صادر شد اما در واقع پیشنهاددهندهٔ آن توکوگاوا ایه‌یاسو اوگوشو یا شوگون بازنشسته بود. طبق این فرمان دایمیوی یک ولایت (بعدها نام آن به هان) تغییر پیدا کرد، فقط حق سکونت در یک قلعه ژاپنی را دارد و دیگر قلعه‌های متعلق به او باید متروک شوند.